# Kozi Wierch

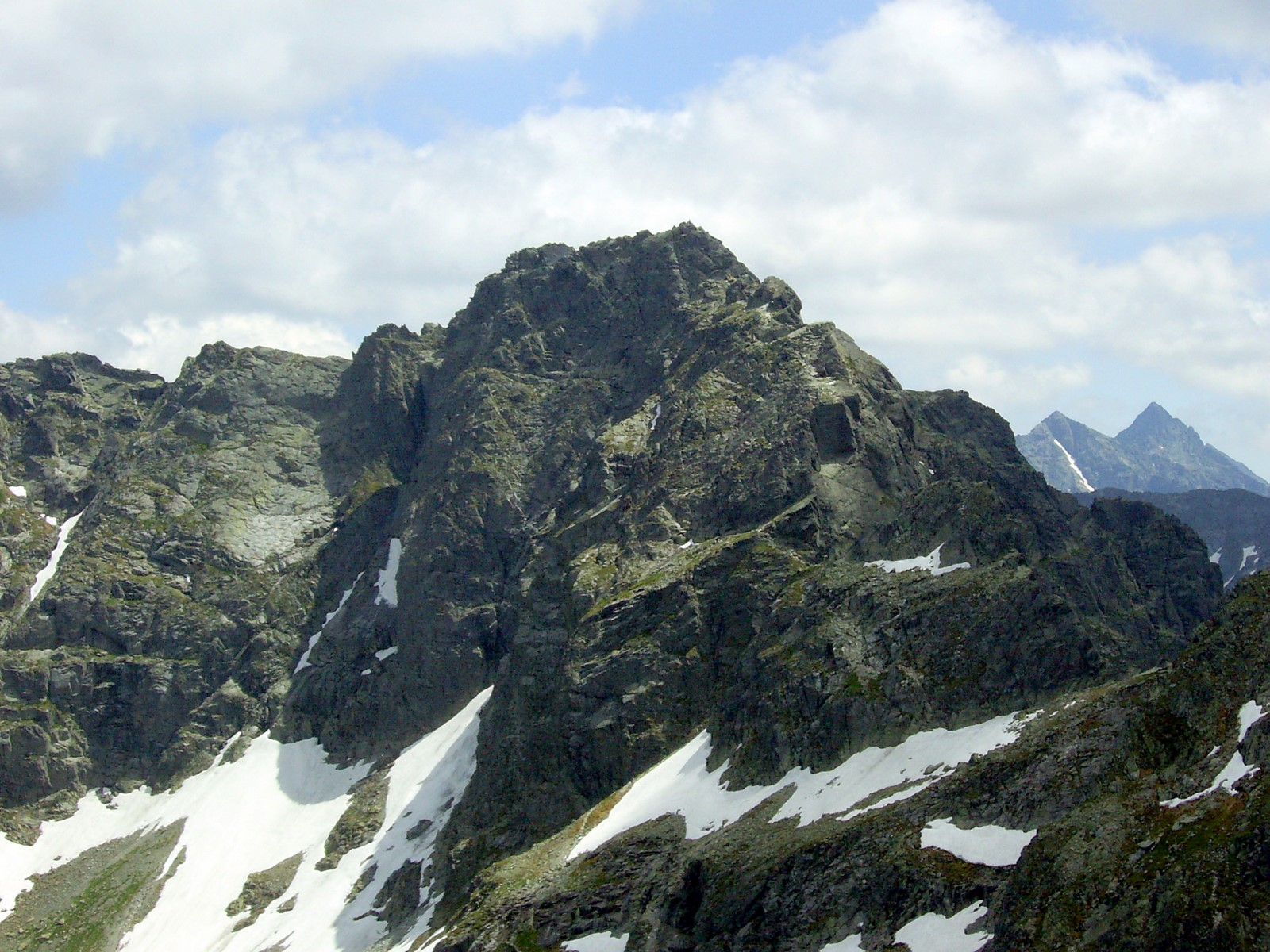
Kozi Wierch – widok z Kościelca. Z prawej w tle widoczne Rysy i Wysoka

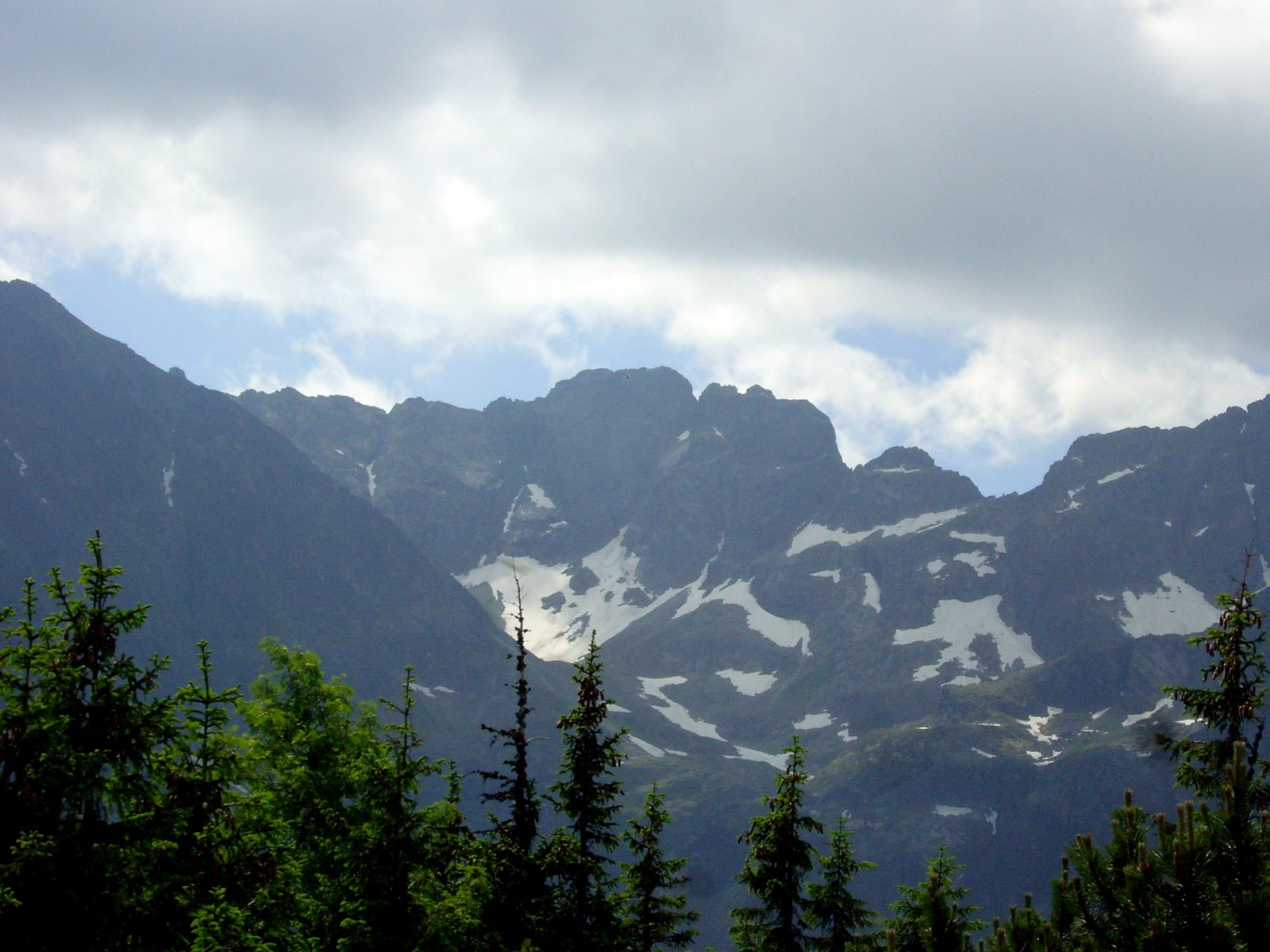
Kozi Wierch z Doliny Gąsienicowej, na prawo od niego Kozie Czuby i Zamarła Turnia

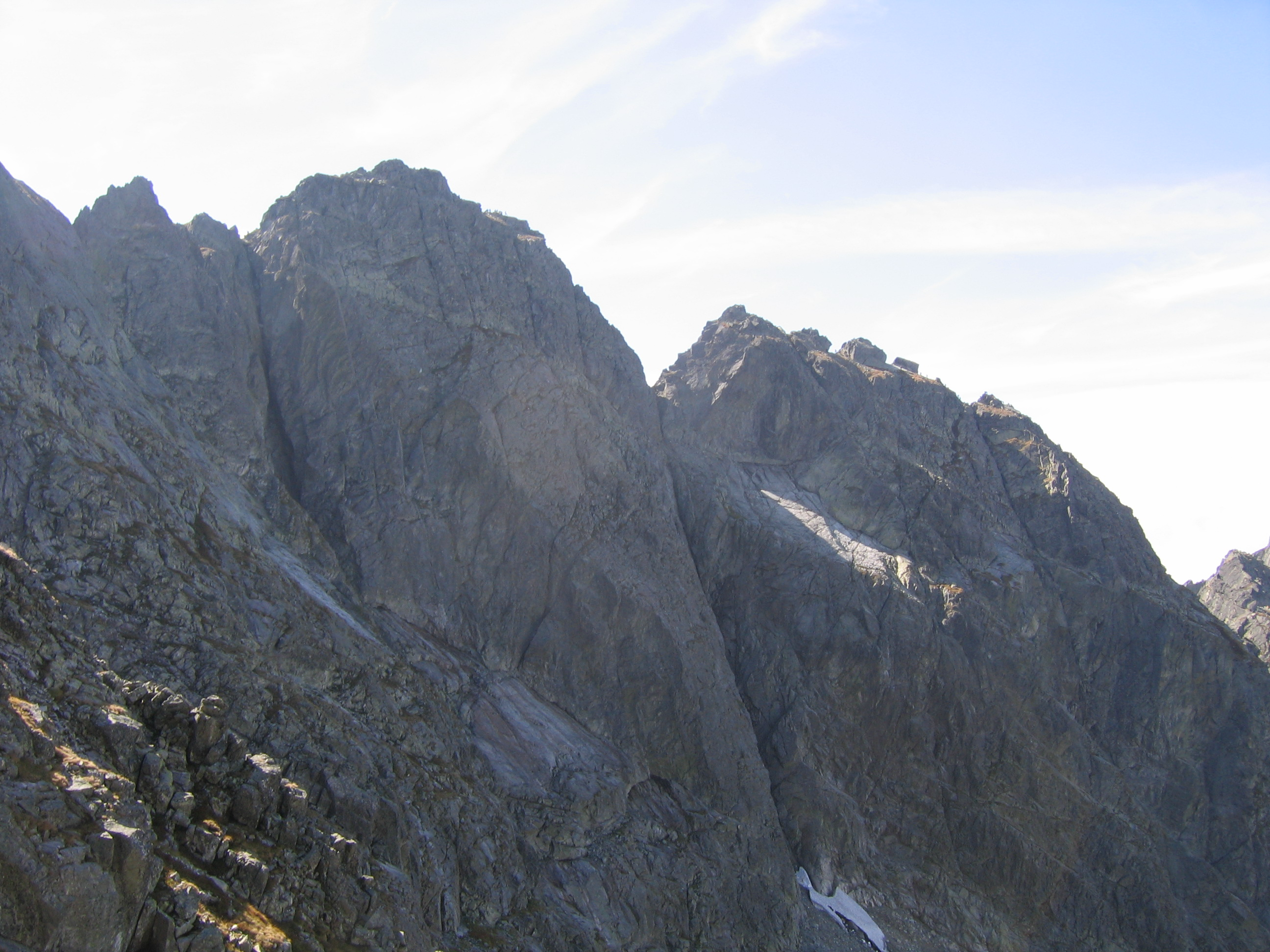
Północne ściany Koziego Wierchu. Widok z Czarnych Ścian

Kozi Wierch (niem. Gemsenberg, słow. Kozí vrch, węg. Zerge-hegy, dawniej także Czarne Ściany 2291 m) – szczyt w Tatrach Wysokich. Jest najwyższą górą o zauważalnej wybitności znajdującą się w całości na terenie Polski. Kozi Wierch wznosi się w długiej wschodniej grani Świnicy pomiędzy Doliną Gąsienicową a Doliną Pięciu Stawów Polskich, a dokładniej między dwiema dolinkami wiszącymi: Dolinką Kozią i Dolinką Pustą. Wzdłuż grani tej poprowadzono szlak turystyczny zwany Orlą Percią.

## Topografia
Masyw Koziego Wierchu znajduje się pomiędzy Zamarłą Turnią (2179 m) i Czarnymi Ścianami (2243 m). Od Zamarłej Turni oddziela go Kozia Przełęcz (2126 m), a od Czarnych Ścian Przełączka nad Dolinką Buczynową (2222 m). Długa, północno-wschodnia grań Koziego Wierchu zwana jest Kozim Murem. Ostatnia wznosząca się w nim turnia to Buczynowa Strażnica (2242 m), górująca nad Dolinką Buczynową. Z grani tej opada na stronę Dolinki Koziej Rysa Zaruskiego. Na północny zachód od najwyższego wierzchołka wznoszą się trzy skaliste kulminacje Kozich Czub (kolejno od południowego wschodu: 2264 m, 2257 m i 2236 m), oddzielone od głównego szczytu Kozią Przełęczą Wyżnią (2235 m).
Po stronie północnej masyw opada stromo ścianami o wysokości sięgającej 210 m do Dolinki Koziej (górne piętro Doliny Gąsienicowej). Urwiska te są ograniczone z lewej (wschodniej) strony Żlebem Kulczyńskiego, a z prawej (zachodniej) strony – północno-wschodnim żlebem Koziej Przełęczy. Pomiędzy żlebami znajduje się Filar Leporowskiego, na którym zginął w 1928 r. Jerzy Leporowski. Wysokie, 250-metrowe południowo-zachodnie ściany Koziego Wierchu i Kozich Czub opadają też do Dolinki Pustej. Na wszystkich tych ścianach wytyczono wiele dróg wspinaczkowych o różnym stopniu trudności. Na południowy wschód, do Doliny Pięciu Stawów Polskich opada łagodnie nachylone (ok. 30°), szerokie zbocze. Rozcięte jest ono kilkoma płytkimi żlebami, z których najwybitniejszy jest Szeroki Żleb. Środkowa część zbocza jest przykładem starego stoku, nieprzeobrażonego przez lodowce.

## Opis szczytu
Nazwa szczytu pochodzi od często pasących się na jej zboczach stad kozic, zwłaszcza na jego łagodniejszych, południowych stokach. Stosowana była ona od dawna przez pasterzy wypasających w Dolinie Pięciu Stawów Polskich, pasterze z Doliny Gąsienicowej nazywali ten szczyt natomiast Czarnymi Ścianami (nazwa ta została później przesunięta przez turystów na sąsiedni szczyt). W piśmiennictwie nazwa Kozi Wierch pojawiła się dopiero w 1851 r.
Po raz pierwszy drogę na Kozi Wierch (pierwsze odnotowane wejście) pokonał Eugeniusz Janota wraz z Maciejem Sieczką w 1867 r. Jest prawdopodobne, że już dużo wcześniej na szczyt wchodzili z Doliny Pięciu Stawów Polskich pasterze i myśliwi. Zimowe zdobycie szczytu odnotowano 3 kwietnia 1907 r., należy ono do Mariusza Zaruskiego i Józefa Borkowskiego. Było to wejście narciarskie, w owych czasach jedno z największych osiągnięć w narciarstwie tatrzańskim. Mariusz Zaruski tak opisuje to wejście: „Z jednej strony posępna, czarna ściana Zawratowej Turni – lodowe wieńce i pióropusze zdobią jej rozpadliny, z drugiej zwały śniegowe Małego Koziego Wierchu o kształtach najfantastyczniejszych... Blisko przełęczy śnieg był tak twardy, że tylko z wielkim wysiłkiem, podpierając narty ostro kutymi kijami, zdołaliśmy na grań się wydostać.”.
Z rzadkich roślin występują na Kozim Wierchu turzyca tęga, turzyca Lachenala i rogownica jednokwiatowa.

## Szlaki turystyczne
– znakowana czerwono Orla Perć z przełęczy Zawrat na Krzyżne (na odcinku Zawrat – Kozi Wierch od lipca 2007 r. ruch odbywa się wyłącznie w kierunku wschodnim z Zawratu w kierunku Koziego Wierchu).
- Czas przejścia z Zawratu na Kozi Wierch: 3:10 h, z powrotem przejście zabronione
- Czas przejścia z Koziego Wierchu na Krzyżne: 3:30 h, z powrotem 3:35 h

 – czarny znad Wielkiego Stawu w Dolinie Pięciu Stawów Polskich wzdłuż Szerokiego Żlebu. Czas przejścia: 1:30 h, ↓ 1 h
Podane czasy są jedynie orientacyjne. Ze względu na trudności techniczne czas przejścia w dużym stopniu zależy od kondycji i doświadczenia w wędrówkach wysokogórskich. W pewnych okresach problemem na Orlej Perci są zatory ludzkie spowodowane dużym ruchem turystycznym osób niedostatecznie przygotowanych na trudy tego szlaku.
Na szczyt można też wejść z Doliny Gąsienicowej (Dolinki Koziej) przez Kozią Przełęcz albo Żlebem Kulczyńskiego (nazwanym tak od nazwiska Władysława Kulczyńskiego, który wraz z Szymonem Tatarem przeszedł żleb w drodze na Kozi Wierch w 1893) przez Przełączkę nad Buczynową Doliną. Wejście od Doliny Pięciu Stawów Polskich jest łatwe, od Żlebu Kulczyńskiego dość trudne, za to odcinek Orlej Perci łączący Kozi Wierch z Kozią Przełęczą jest bardzo eksponowany, technicznie trudny, wymaga szczególnej uwagi i należy do najtrudniejszych szlaków turystycznych w całych Tatrach.
W zimie najłatwiejsze wejście na Kozi Wierch prowadzi południowym zboczem opadającym do Doliny Pięciu Stawów Polskich; potrzebne są raki i czekan oraz umiejętność posługiwania się nimi. Zaleca się unikanie formacji wklęsłych z powodu zwiększonego ryzyka lawin (zwłaszcza w Szerokim Żlebie). Najbezpieczniejsza trasa wiedzie grzędą po prawej stronie Szerokiego Żlebu.
Zimowe wejścia innymi drogami (łącznie z Orlą Percią) stanowią poważne wyprawy o charakterze taternickim.